# Maschera d'oro (film)
Maschera d'oro (Pratermizzi o Die Pratermizzi) è un film muto del 1927 diretto da Karl Leiter e da Gustav Ucicky.
Fu l'ultima apparizione sullo schermo di Nita Naldi che aveva abbandonato Hollywood e in Europa aveva girato alcuni film, tra cui anche uno diretto da Hitchcock.

## Trama
La storia d'amore tra Marie - detta Mizzi - cassiera al tunnel dell'amore e il barone Christian viene guastata da Valette una ballerina che indossa sempre una maschera. Il barone fugge con lei a Parigi ma quando riesce a togliere la maschera alla ragazza scopre un volto sfigurato dalla malattia e decide di tornare a Vienna per mettere fine ai suoi giorni. Fortunatamente Mizzi interviene all'ultimo momento e i due possono ricominciare la loro storia d'amore interrotta.

## Produzione
Il film fu prodotto dal conte Alexander Kolowrat per la sua casa di produzione, la Sascha-Film.

## Distribuzione
Il film uscì nelle sale cinematografiche austriache il 7 gennaio 1927. In Italia venne distribuito dalla S.A. Films Internazionali.